# João de Vallera
João de Vallera (Malange, Angola, 1 de junho de 1950) é um diplomata português. Foi embaixador de Portugal em Espanha, Irlanda (1998-2001). Alemanha (2002-2007), Estados Unidos (2007-2010) e Reino Unido (2011-2016).
Em fevereiro de 1974 entrou nos quadros do Ministério dos Negócios Estrangeiros português. Em Lisboa, foi diretor-geral dos Assuntos Europeus onde intervém no tratado constitucional que mais tarde seria "ressuscitado" no Tratado de Lisboa.
Foi agraciado com os seguintes graus das Ordens Honoríficas portuguesas: Cavaleiro da Ordem Militar de Cristo (2 de junho de 1987), Grã-Cruz da Ordem do Mérito (23 de julho de 1998) e Grã-Cruz da Ordem Militar de Cristo (18 de janeiro de 2006).